# Rhyncogonus
Rhyncogonus är ett släkte av skalbaggar. Rhyncogonus ingår i familjen vivlar.

## Dottertaxa tillRhyncogonus, i alfabetisk ordning[1]
- Rhyncogonus adamsoni
- Rhyncogonus aeneus
- Rhyncogonus albipilis
- Rhyncogonus alternatus
- Rhyncogonus angustus
- Rhyncogonus biformis
- Rhyncogonus blackburni
- Rhyncogonus brevis
- Rhyncogonus brunneus
- Rhyncogonus bryani
- Rhyncogonus cinereus
- Rhyncogonus cuneatus
- Rhyncogonus deae
- Rhyncogonus depressus
- Rhyncogonus dubius
- Rhyncogonus duplex
- Rhyncogonus eximius
- Rhyncogonus exsul
- Rhyncogonus extraneus
- Rhyncogonus exul
- Rhyncogonus fallax
- Rhyncogonus freycinetiae
- Rhyncogonus funereus
- Rhyncogonus fuscus
- Rhyncogonus germanus
- Rhyncogonus giffardi
- Rhyncogonus gracilis
- Rhyncogonus griseus
- Rhyncogonus kanaiensis
- Rhyncogonus koebelei
- Rhyncogonus lahainae
- Rhyncogonus lanaiensis
- Rhyncogonus lateralis
- Rhyncogonus lugens
- Rhyncogonus mimus
- Rhyncogonus minor
- Rhyncogonus molokaiensis
- Rhyncogonus mumfordi
- Rhyncogonus mutatus
- Rhyncogonus navicularis
- Rhyncogonus nitidus
- Rhyncogonus obsoletus
- Rhyncogonus ochraceus
- Rhyncogonus oppositus
- Rhyncogonus perkinsi
- Rhyncogonus planatus
- Rhyncogonus planidorsis
- Rhyncogonus plumbeus
- Rhyncogonus pygmaeus
- Rhyncogonus rectangularis
- Rhyncogonus saltus
- Rhyncogonus segnis
- Rhyncogonus sharpi
- Rhyncogonus silvicola
- Rhyncogonus simplex
- Rhyncogonus sordidus
- Rhyncogonus squamiger
- Rhyncogonus stygius
- Rhyncogonus submetallicus
- Rhyncogonus tuberculatus
- Rhyncogonus uniformis
- Rhyncogonus walkeri
- Rhyncogonus welchii
- Rhyncogonus vestitus
- Rhyncogonus viridescens
- Rhyncogonus vittatus